# Platte County (Wyoming)
Platte County ist ein County im Bundesstaat Wyoming der Vereinigten Staaten. Bei der Volkszählung 2020 hatte das Platte County 8605 Einwohner. Der Verwaltungssitz (County Seat) ist Wheatland.

## Geographie
Die Gesamtfläche von Platte County beträgt 5467 Quadratkilometer. 5400 Quadratkilometer sind von Land bedeckt und 67 Quadratkilometer von Wasser. Das entspricht einem Wasseranteil an der Gesamtfläche von 1,23 Prozent. Diese Wasserfläche befindet sich vorwiegend im Glendo Reservoir im Glendo State Park. Das County grenzt im Uhrzeigersinn an die Countys: Niobrara County, Goshen County, Laramie County, Albany County und Converse County.

## Geschichte
Platte County wurde 1911 gebildet. Es wurde nach dem North Platte River benannt, der den nordöstlichen Teil des County durchquert.

## Demografische Daten

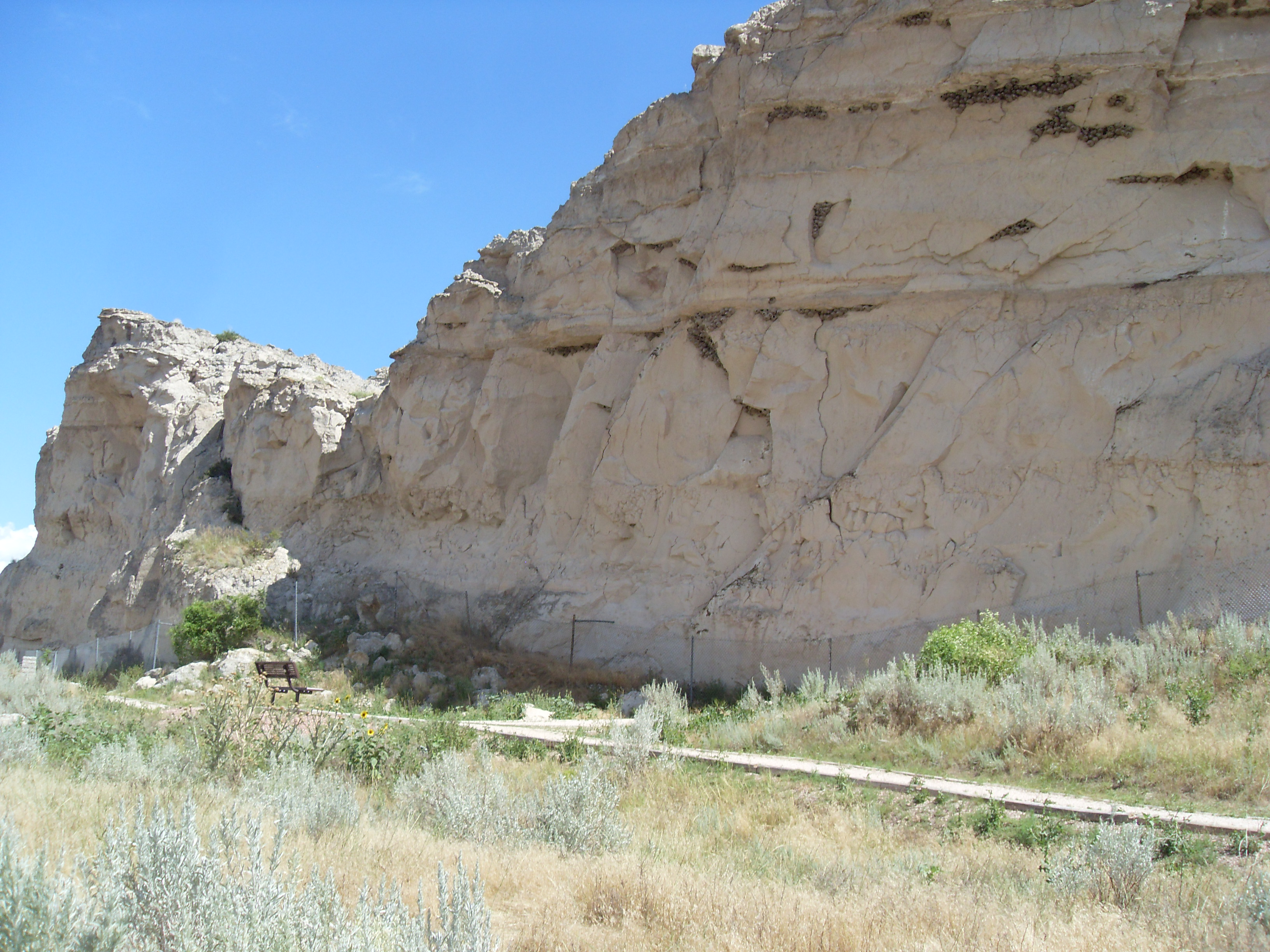
Das Register Cliff

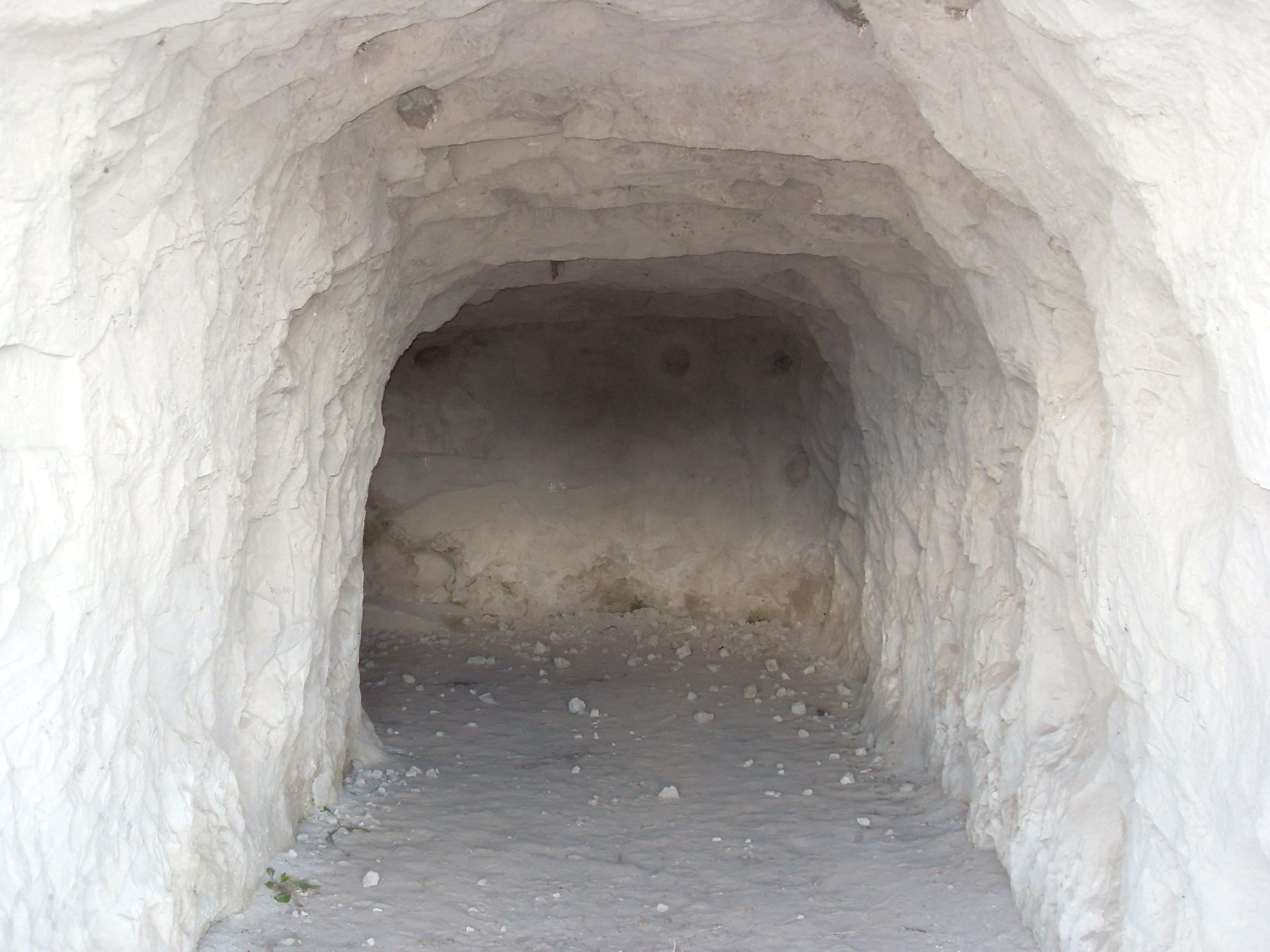
Höhle im Register Cliff

Nach der Volkszählung im Jahr 2000 lebten im Platte County 8807 Menschen. Es gab 3625 Haushalte und 2494 Familien. Die Bevölkerungsdichte betrug 2 Einwohner pro Quadratkilometer. Ethnisch betrachtet setzte sich die Bevölkerung zusammen aus 96,18 % Weißen, 0,16 % Afroamerikanern, 0,50 % amerikanischen Ureinwohnern, 0,17 % Asiaten, 0,02 % Bewohnern aus dem pazifischen Inselraum und 1,69 % aus anderen ethnischen Gruppen; 1,27 % stammten von zwei oder mehr ethnischen Gruppen ab. 5,28 % Prozent der Bevölkerung waren spanischer oder lateinamerikanischer Abstammung.
Von den 3625 Haushalten hatten 30,00 % Kinder und Jugendliche unter 18 Jahre, die bei ihnen lebten. 58,90 % waren verheiratete, zusammenlebende Paare, 6,80 % Prozent waren allein erziehende Mütter, 31,20 % waren keine Familien. 27,30 % waren Singlehaushalte und in 13,20 % lebten Menschen im Alter von 65 Jahren oder darüber. Die Durchschnittshaushaltsgröße betrug 2,4 und die durchschnittliche Familiengröße lag bei 2,92 Personen.
Auf das gesamte County bezogen setzte sich die Bevölkerung zusammen aus 25,40 % Einwohnern unter 18 Jahren, 6,60 % zwischen 18 und 24 Jahren, 24,30 % zwischen 25 und 44 Jahren, 27,30 % zwischen 45 und 64 Jahren und 16,60 % waren 65 Jahre alt oder darüber. Das Durchschnittsalter betrug 41 Jahre. Auf 100 weibliche Personen kamen 97,40 männliche Personen, auf 100 Frauen im Alter ab 18 Jahren kamen statistisch 96,50 Männer.
Das jährliche Durchschnittseinkommen eines Haushalts betrug 33.866 USD, das Durchschnittseinkommen der Familien betrug 41.449. USD. Männer hatten ein Durchschnittseinkommen von 31.484 USD, Frauen 19.635 USD. Das Prokopfeinkommen betrug 17.530 USD. 11,70 % der Familien und 8,50 % der Bevölkerung lebten unterhalb der Armutsgrenze. 15,90 % davon waren unter 18 Jahre und 12,20 % waren 65 Jahre oder älter.

## Orte im Platte County
Towns
| - Chugwater - Glendo - Guernsey | - Hartville - Wheatland |

Census-designated places (CDP)
| - Chugcreek - Lakeview North - Slater | - Westview Circle - Y-O Ranch - Whiting |

Unincorporated Communitys
| - Dwyer - Dwyer Junction - Uva |

Ghost Town
| - Sunrise |